# 东非共同体条约
東非共同體條約（英語：East African Community Treaty）於1999年11月30日簽署。該條約在肯亞、烏干達和坦尚尼亞批准後於2000年7月7日生效。盧安達以及蒲隆地於2007年6月18日加入該條約，並於2007年7月1日起成為東非共同體成員國，所有成員國旨在商業與政治方面建立更加緊密的合作關係。